# Ostrovo (Požarevac)
Ostrovo (em cirílico:Острово) é uma vila da Sérvia localizada no município de Požarevac, pertencente ao distrito de Braničevo, na região de Braničevo. A sua população era de 685 habitantes segundo o censo de 2002.

## Demografia
| 1948  | 1953  | 1961  | 1971  | 1981 | 1991 | 2002 |
| ----- | ----- | ----- | ----- | ---- | ---- | ---- |
| 1 150 | 1 209 | 1 707 | 1 716 | 877  | 798  | 685  |